# Geena Davis

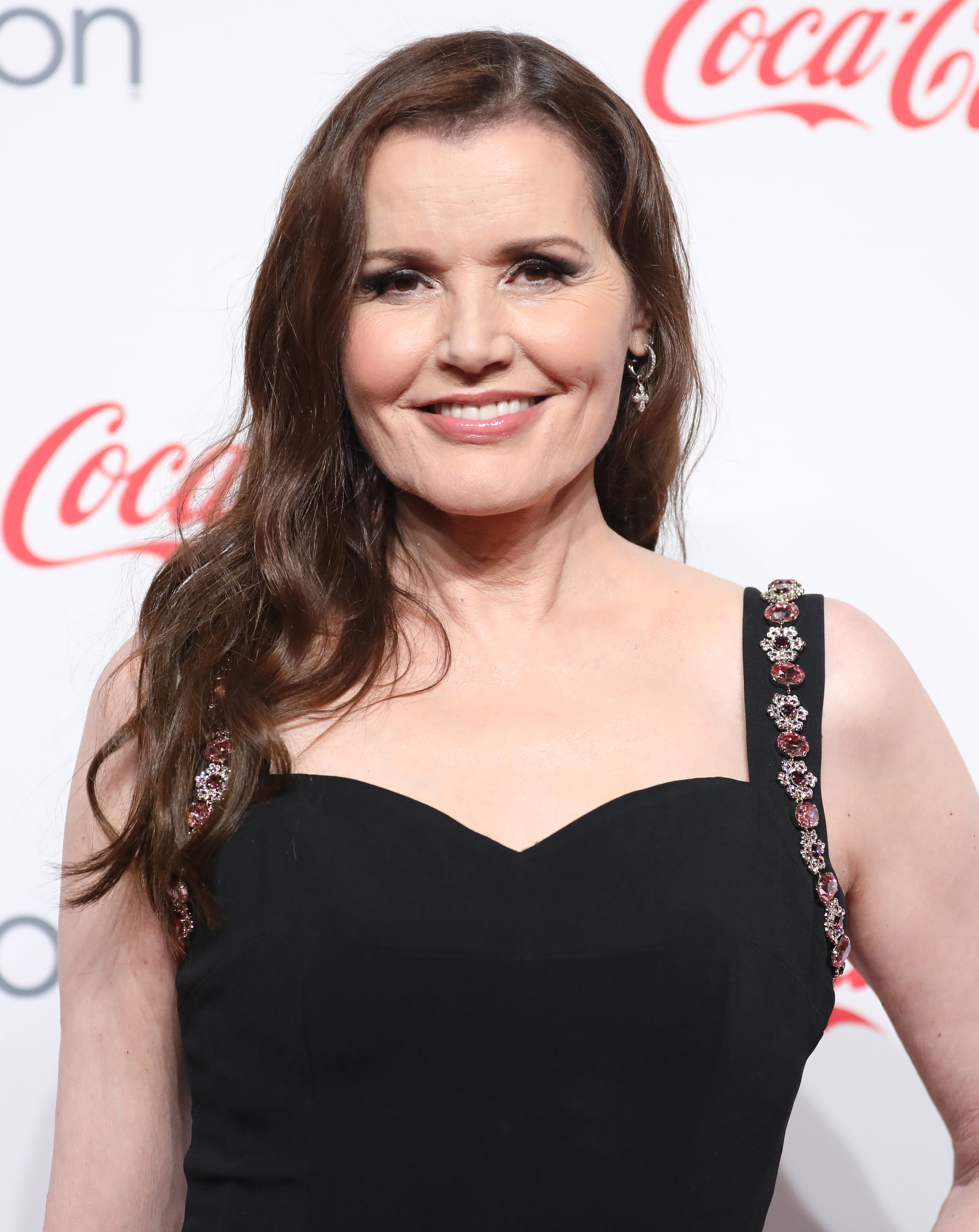
Geena Davis (2024)

Virginia „Geena“ Elizabeth Davis (* 21. Januar 1956 in Wareham, Plymouth County Massachusetts) ist eine US-amerikanische Schauspielerin und Filmproduzentin. Die Oscar- und Golden-Globe-Preisträgerin ist Gründerin des Geena Davis Institute.

## Karriere
Davis studierte Schauspiel in Boston und schloss das Studium 1979 mit einem Bachelor ab. Ihr Filmdebüt gab sie 1982 in Sydney Pollacks Travestie-Komödie Tootsie an der Seite von Dustin Hoffman. Es folgten zunächst Fernsehauftritte in Serien wie Knight Rider, Buffalo Bill, Trio mit vier Fäusten und Remington Steele, ehe sie ab Mitte der 1980er Jahre regelmäßig in Kinofilmen wie Fletch – Der Troublemaker (1985), Die Fliege (1986) und Beetlejuice (1988) zum Einsatz kam. 1989 gewann sie für ihre Darstellung der lebenslustigen Muriel in der Literaturverfilmung Die Reisen des Mr. Leary den Oscar als beste Nebendarstellerin. Für Ridley Scotts Roadmovie Thelma & Louise erhielt sie als beste Hauptdarstellerin eine weitere Oscar-Nominierung. 1995 spielte sie unter der Regie ihres damaligen Ehemanns Renny Harlin die Hauptrolle in Die Piratenbraut; der Film war einer der größten finanziellen Flops der Kinogeschichte, dem mit dem Actionthriller Tödliche Weihnachten 1996 eine weitere Zusammenarbeit des Ehepaars folgte.
Im Jahr 1999 übernahm Davis die weibliche Hauptrolle in dem erfolgreichen Kinderfilm Stuart Little. 2002 folgte Stuart Little 2 und 2005 Stuart Little 3. 2006 wurde sie für ihre Darstellung der ersten Präsidentin der Vereinigten Staaten Mackenzie Allen in der Serie Welcome, Mrs. President als beste Darstellerin in einer Fernsehserie (Drama) mit einem Golden Globe ausgezeichnet. Zuvor hatte sie bereits für ihre Leistungen in den Filmen Thelma & Louise, Eine Klasse für sich und Sprachlos in der engeren Auswahl der Golden Globes gestanden. 2006 war sie für Welcome, Mrs. President zudem für einen Emmy nominiert.
Da sie ein Missverhältnis der Geschlechter in der Filmindustrie beobachtet und selbst erlebt hatte, gründete sie 2007 das Geena Davis Institute, eine Einrichtung, die sich wissenschaftlich mit dem Thema Filmindustrie und Geschlecht befasst.
In einer 2014 veröffentlichten Studie belegte das Institut Davis’ Annahme, dass Frauen in der Filmindustrie immer noch unterrepräsentiert sind. Dem zugrunde liegt die Auswertung der zehn erfolgreichsten Filme aus den Jahren 2010 bis 2013 im Vergleich zu 1946 in den Filmproduktionen aus Australien, Brasilien, China, Frankreich, Deutschland, Indien, Japan, Russland, Südkorea, den USA und Großbritannien (sowie US-britische Koproduktionen).
1999 nahm sie im Bogenschießen an der US-amerikanischen Vorausscheidung für Olympia teil. Sie belegte im Finale unter 28 Teilnehmerinnen Platz 24 und verpasste damit den Sprung ins Team.

## Privatleben

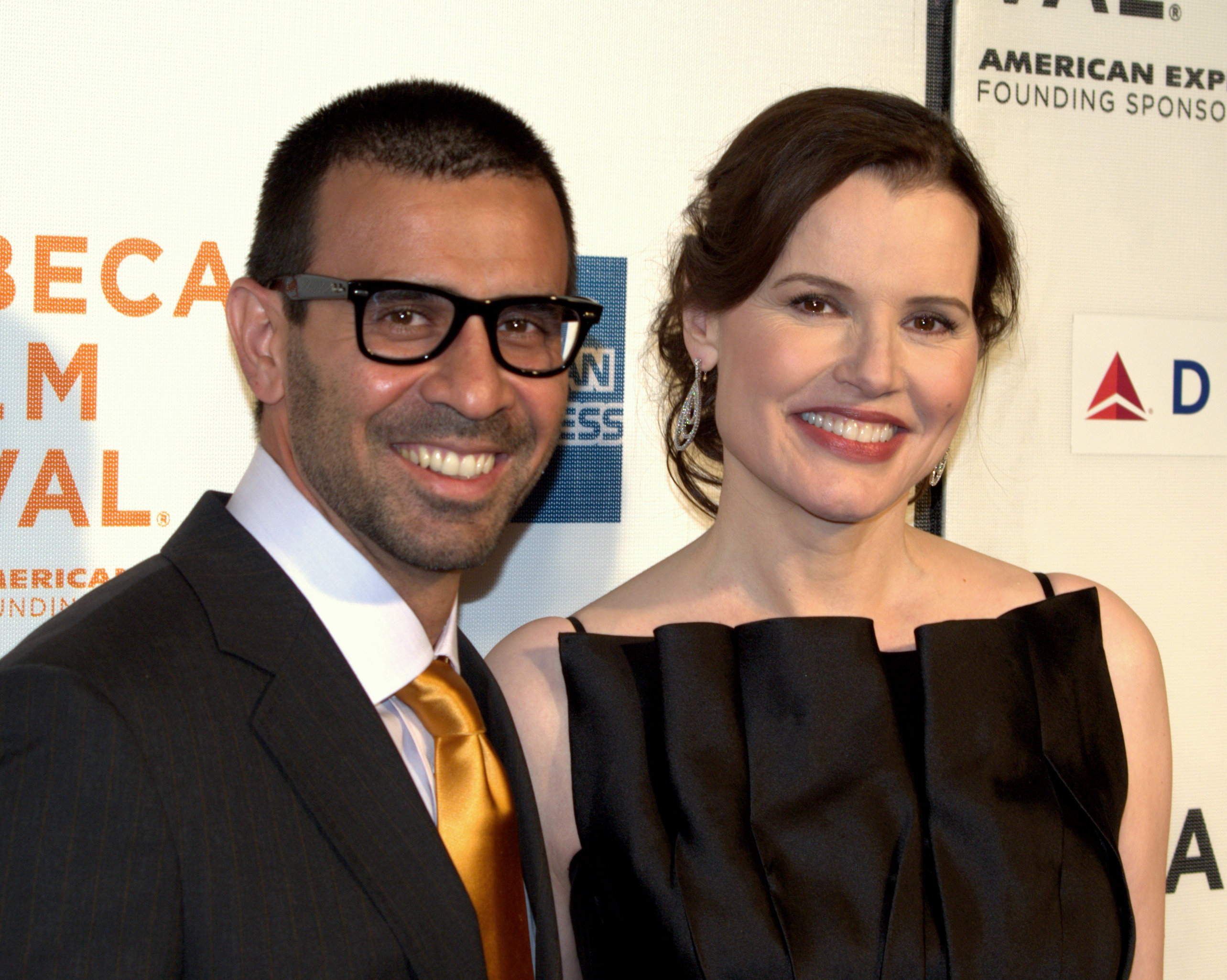
Davis mit Reza Jarrahy (2009)

Davis war von 2001 bis 2021 mit ihrem vierten Ehemann Reza Jarrahy verheiratet. Das Paar hatte sich 1999 kennengelernt. Laut Jarrahy erfolgte die Trennung am 15. November 2017 auf Grund unüberbrückbarer Differenzen. Zu Ende des Jahres 2021 gaben sie die endgültige Scheidung bekannt. Das Paar hat drei Kinder, eine im Jahr 2002 geborene Tochter und die im Jahr 2004 geborenen Zwillingssöhne. Davor war Davis mit Richard Emmolo (1982–1983), dem Schauspieler Jeff Goldblum (1987–1990) und dem Regisseur Renny Harlin (1993–1998) verheiratet.
Geena Davis ist Mitglied der Hochbegabtenvereinigung Mensa.

## Filmografie (Auswahl)
Als Darstellerin
- 1982: Tootsie
- 1983: Knight Rider (Fernsehserie, Folge Der Fassadenkletterer)
- 1983–1984: Buffalo Bill (Fernsehserie, 26 Folgen)
- 1984: Trio mit vier Fäusten (Riptide, Fernsehserie, Folge Im Meer verschollen)
- 1984–1986: Familienbande (Family Ties, Fernsehserie, drei Folgen)
- 1985: Sexspionage – Spion im Bett (Secret Weapons, Fernsehfilm)
- 1985: Remington Steele (Fernsehserie, Folge Steele in the Chips)
- 1985: Fletch – Der Troublemaker (Fletch)
- 1985: Reise nach Transylvanien (Transylvania 6-5000)
- 1986: Die Fliege (The Fly)
- 1988: Beetlejuice
- 1988: Zebo, der Dritte aus der Sternenmitte (Earth Girls Are Easy)
- 1988: Die Reisen des Mr. Leary (The Accidental Tourist)
- 1990: Ein verrückt genialer Coup (Quick Change)
- 1991: Thelma & Louise
- 1992: Eine Klasse für sich (A League of Their Own)
- 1992: Ein ganz normaler Held (Accidental Hero)
- 1994: Sprachlos (Speechless)
- 1995: Die Piratenbraut (Cutthroat Island)
- 1996: Tödliche Weihnachten (The Long Kiss Goodnight)
- 1999: Stuart Little
- 2000–2001: The Geena Davis Show (Fernsehserie, 22 Folgen)
- 2002: Stuart Little 2
- 2004: Will & Grace (Fernsehserie, Folge The Accidental Tsuris)
- 2005–2006: Welcome, Mrs. President (Commander in Chief, Fernsehserie, 19 Folgen)
- 2005: Stuart Little 3
- 2009: Accidents Happen
- 2012: Koma (Coma, Miniserie)
- 2013: In a World … – Die Macht der Stimme (In a World …)
- 2014–2015, 2018: Grey’s Anatomy (Fernsehserie, 13 Folgen)
- 2015: Me Him Her
- 2016: The Exorcist (Fernsehserie, zehn Folgen)
- 2017: Marjorie Prime
- 2019: GLOW (Fernsehserie, sechs Folgen)
- 2019: She-Ra und die Rebellen-Prinzessinnen (She-Ra and the Princesses of Power, Fernsehserie, Stimme, drei Folgen)
- 2020: Code Ava – Trained to Kill (Ava)
- 2023: Fairyland
- 2024: Blink Twice

Als Produzentin
- 1994: Sprachlos (Speechless)
- 1996: Allein gegen das Recht (Mistrial, Fernsehfilm)
- 1996: Tödliche Weihnachten (The Long Kiss Goodnight)
- 2000–2001: The Geena Davis Show (Fernsehserie, Koproduzentin)
- 2005–2006: Welcome, Mrs. President (Commander in Chief, Fernsehserie, Koproduzentin)

Als Drehbuchautorin
- 1984: Buffalo Bill (Fernsehserie, eine Folge)

## Auszeichnungen (Auswahl)
Oscar

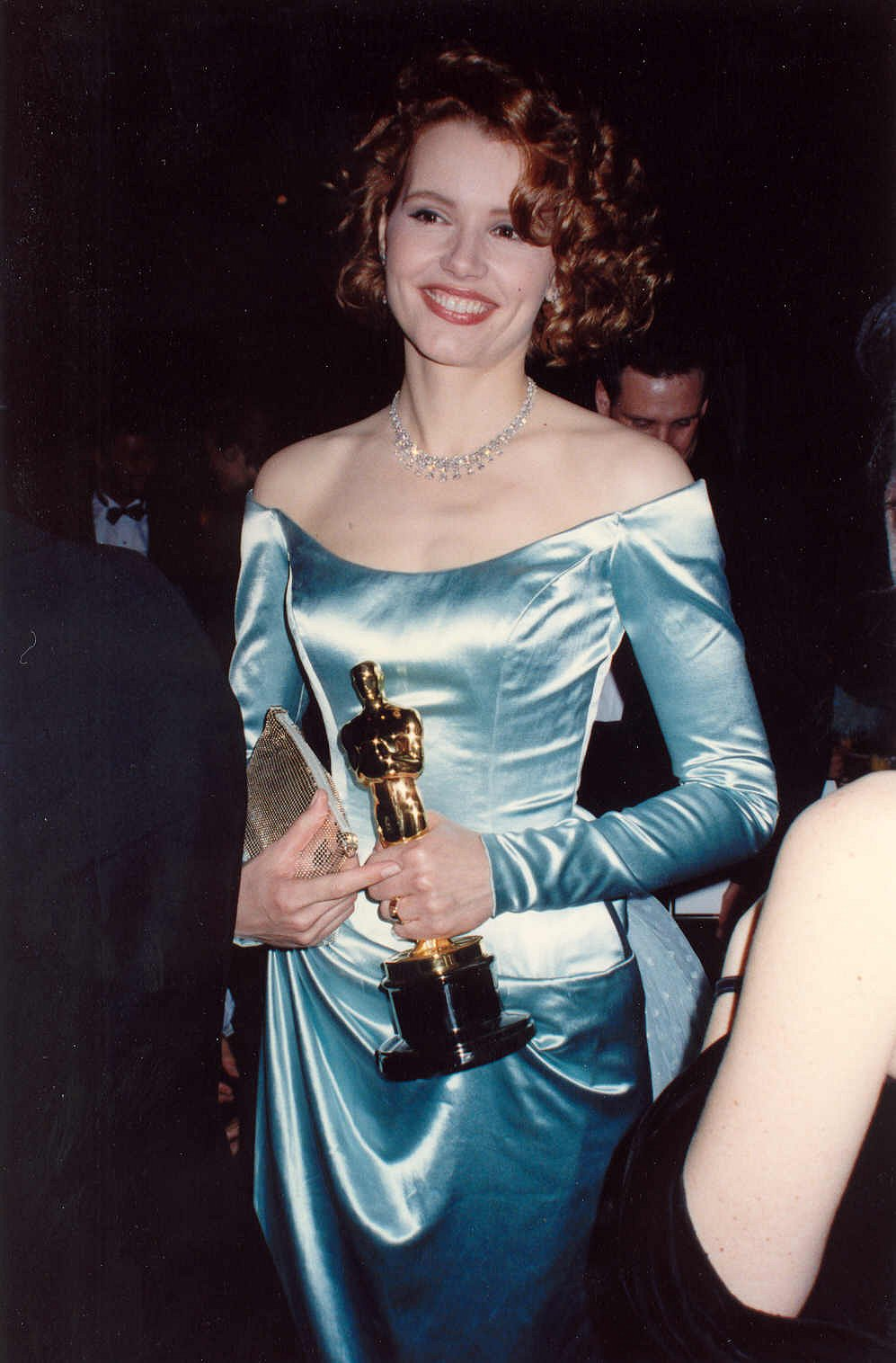
Davis bei der Oscarverleihung 1989

- 1989: Auszeichnung in der Kategorie Beste Nebendarstellerin für Die Reisen des Mr. Leary
- 1992: Nominierung in der Kategorie Beste Hauptdarstellerin für Thelma & Louise
- 2020: Jean Hersholt Humanitarian Award

Golden Globe Award
- 1992: Nominierung in der Kategorie Beste Hauptdarstellerin – Drama für Thelma & Louise
- 1993: Nominierung in der Kategorie Beste Hauptdarstellerin – Komödie oder Musical für Eine Klasse für sich
- 1995: Nominierung in der Kategorie Beste Hauptdarstellerin – Komödie oder Musical für Sprachlos
- 2006: Auszeichnung in der Kategorie Beste Serien-Hauptdarstellerin – Drama für Welcome, Mrs. President

Emmy
- 2006: Nominierung in der Kategorie Beste Hauptdarstellerin in einer Dramaserie für Welcome, Mrs. President

Weitere
- 1991: Boston Society of Film Critics Award in der Kategorie Beste Hauptdarstellerin für Thelma & Louise
- 1991: National Board of Review Award in der Kategorie Beste Hauptdarstellerin (zusammen mit Susan Sarandon) für Thelma & Louise
- 1992: Nominierung für den British Academy Film Award in der Kategorie Beste Hauptdarstellerin für Thelma & Louise
- 1992: David di Donatello in der Kategorie Beste ausländische Darstellerin (zusammen mit Susan Sarandon) für Thelma & Louise
- 2005: Nominierung für den Satellite Award in der Kategorie Beste Darstellerin in einer Serie – Drama für Welcome, Mrs. President
- 2006: Nominierung für den Screen Actors Guild Award in der Kategorie Beste Darstellerin in einer Dramaserie für Welcome, Mrs. President
- 2017: Hedy Lamarr Award for Innovation in Entertainment Technology[5]